# CGI集團
CGI集團（CGI Group Inc.） 是一家總部位於加拿大蒙特利爾的跨國公司，業務涉及IT諮詢和外包服務及其相關產業。2012年以27億加元的價格收購英國IT服務公司Logica，因此成為世界第五大獨立IT服務供應商。

## 命名

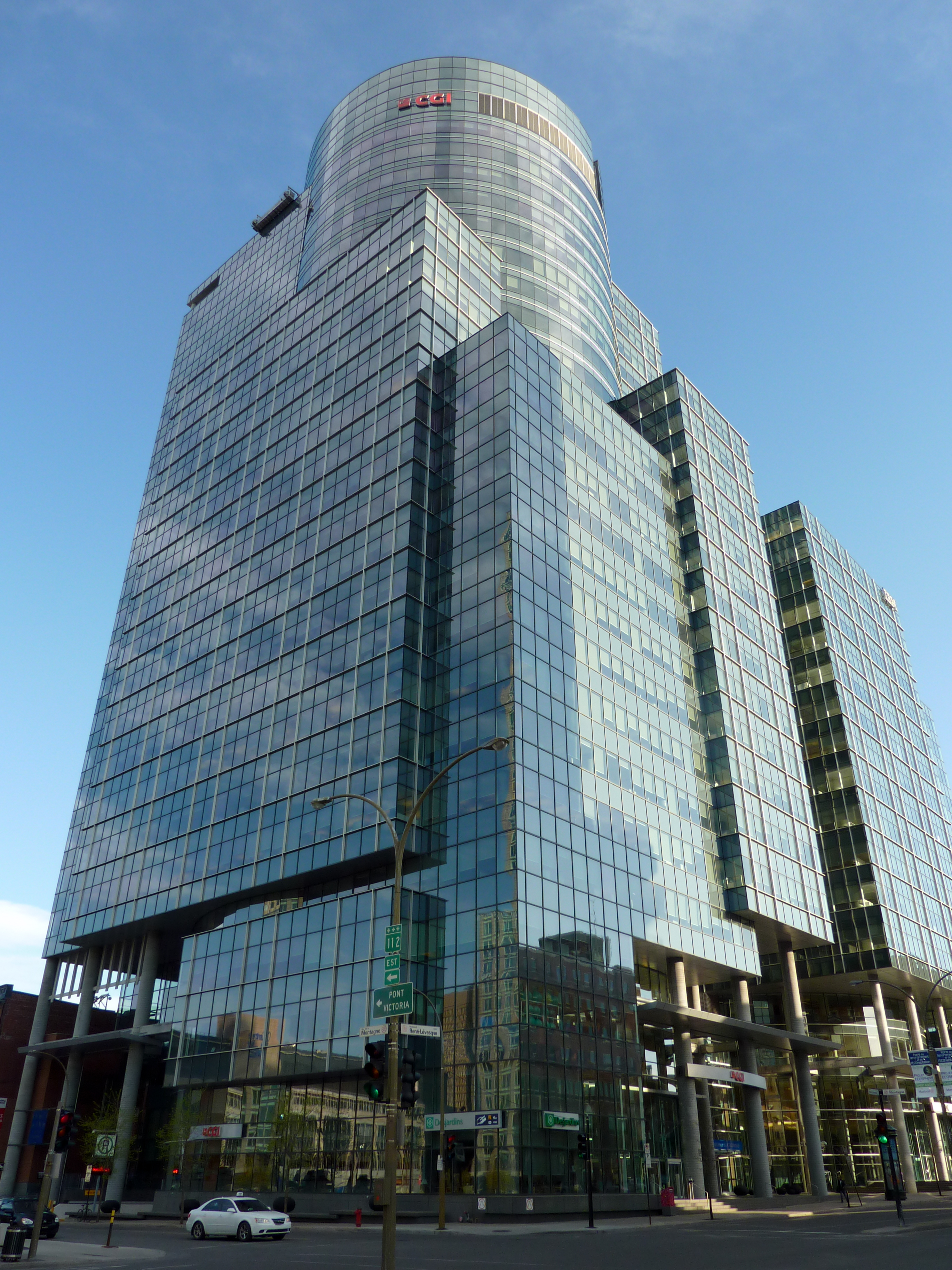
位於蒙特利爾的CGI集團總部

CGI來自於法語“Conseillers en Gestion et Informatique”，意即“信息系統和管理諮詢”，不過官方的英語名稱卻是“Consultants to Government and Industry”（給政府與產業提供諮詢）。

## 歷史
1976年6月，CGI集團由Serge Godin成立於希庫蒂米， 2004年買下大部份美國系統管理公司，獲得其所有商業業務和與國防無關的政府業務。它也是美國2006年減稅與健康法案（Tax Relief and Health Care Act of 2006）中規定的四家主要恢復審計承包商（Recovery Audit Contractor）之一。 2009年其子公司CGI聯邦得到價值14億美元的美國聯邦合同，2012-13財年其收入有很大一部份都是來自於美國聯邦政府。
2010年5月宣佈收購Stanley, Inc.，該公司當時的企業價值為10.7億美元。 同年8月收購完成。 2012年5月以27億加元的價格收購英國IT服務公司Logica， 同年8月20日收購完成。
2011年CGI开始参与美国联邦政府医疗网站HealthCare.gov的建设。但是该网站在2013年上线后遇到了很严重的技术问题。
2021年10月4日，CGI (GIB) 表示，CGI Federal Inc. 收购了 Array Holding Company，这是一家为美国国防部和其他政府组织优化任务性能的数字服务提供商。两家公司于 7 月 16 日签署了最终协议，交易于 10 月 1 日完成。

## 外部連結
- CGI Group
- Board of Directors